# Gaetano Giorgio Gemmellaro
Gaetano Giorgio Gemmellaro, född 24 februari 1832 i Catania, Sicilien, död 16 mars 1904 i Palermo, var en italiensk geolog och paleontolog.
Gemmellaro studerade först medicin, men övergick till mineralogi och geologi och blev professor i dessa ämnen vid universitetet i Palermo. Han undersökte särskilt Siciliens geologiska uppbyggnad och publicerade härom en del vetenskapliga avhandlingar, av vilka särskilt kan nämnas Pesci fossili della Sicilia (1858) samt Studii paleontologici sulla fauna del calcare a Terebratula janitor (tre band, 1869-76).
Han grundlade 1866 det nuvarande Gemmellaromuseet (Museo di paleontologia e geologia Gaetano Giorgio Gemmellaro) i Palermo. Han utnämndes 1892 av kung Umberto I till senator i italienska parlamentets första kammare.